# Angus Dillon

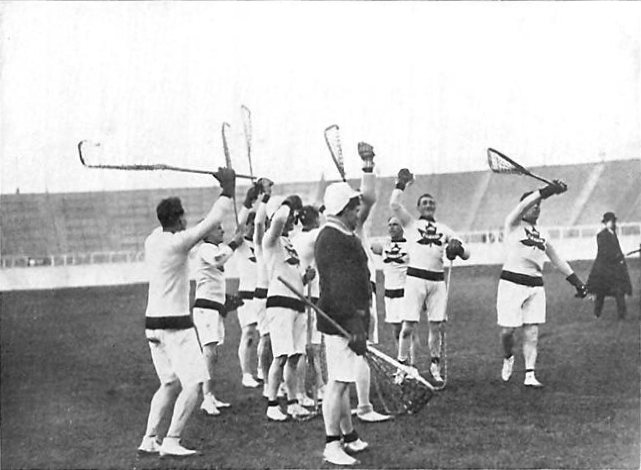
Fotografia de la selecció canadenca a la competició de lacrosse dels Jocs Olímpics d'estiu de 1908.

Angus F. "Gus" Dillon (Montreal, 1881 - ?) va ser un jugador de lacrosse quebequès que va competir a principis del segle xx. El 1908 va prendre part en els Jocs Olímpics de Londres, on guanyà la medalla d'or en la competició per equips de Lacrosse, com a membre de l'equip canadenc.